# 太原成成中学
37°51′41″N 112°33′32″E / 37.86135°N 112.55875°E

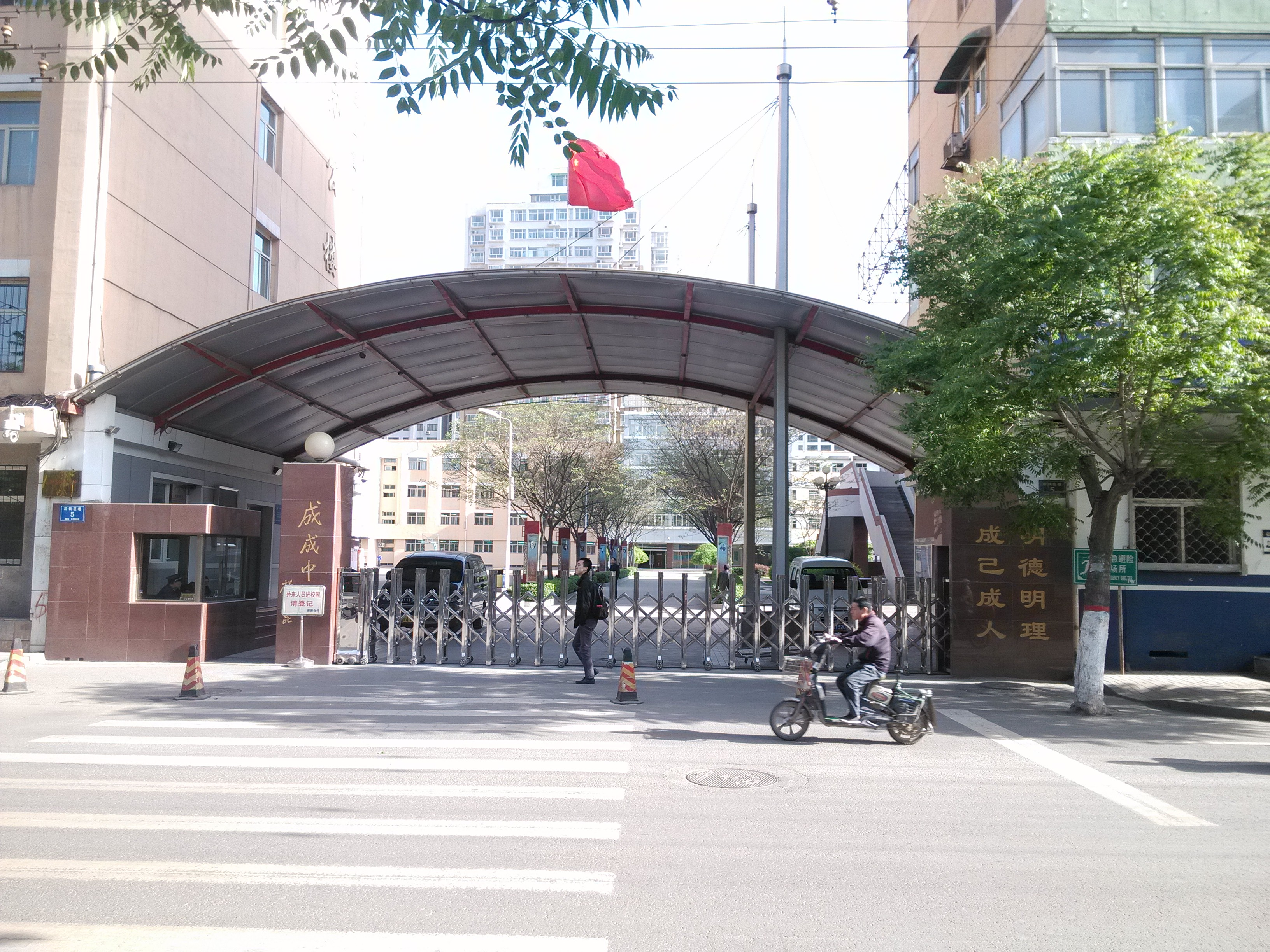
成成中学校门

太原成成中学，位于山西省太原市迎泽区后铁匠巷，创建于1924年9月，是山西省首批示范高中之一。

## 校训
明德明理，成己成人

## 历史
1924年9月，百余位北京高等师范山西籍毕业生发起创办了成成中学，首任校长为萧澄。最初的校址在西缉虎营民房，招收两个班。不久在坝陵桥新建校舍。
抗日战争期间，全体师生“投笔从戎”参加抗战。